# Барон Амвелл
Барон Амвелл из Ислингтона в графстве Лондон — наследственный титул в системе Пэрства Соединённого королевства. Он был создан 16 июля 1947 года для политика-лейбориста Фредерика Монтегю (1876—1966). Ранее он представлял в Палате общин Западный Ислингтон (1923—1931, 1935—1947) и занимал должность заместителя министра авиации (1929—1931). По состоянию на 2024 год носителем титула являлся его внук, Кит Норман Монтегю, 3-й барон Амвелл (род. 1943), который стал преемником своего отца в 1990 году.

## Бароны Амвелл (1947)
- 1947—1966: Фредерик Монтегю, 1-й барон Амвелл (8 октября 1876 — 15 октября 1966), сын Джона Монтегю[1];
- 1966—1990: Фредерик Норман Монтегю, 2-й барон Амвелл (6 ноября 1912 — 12 октября 1990), единственный сын предыдущего[2];
- 1990 — настоящее время: Кит Норман Монтегю, 3-й барон Амвелл (род. 1 апреля 1943), единственный сын предыдущего[3];
  - Наследник титула: достопочтенный Иэн Кит Монтегю (род. 20 сентября 1973), старший сын предыдущего[4].